# 関村 (千葉県長生郡)
関村（せきむら）は、千葉県長生郡（長柄郡）にかつて存在した村である。
現在の白子町の西部にあたる。白子町の地名として現存し、白子町役場が所在する。

## 沿革
- 1889年（明治22年）4月1日 - 町村制施行に伴い、関村、北高根村、北日当村、南日当村、福島村が合併して長柄郡関村が発足。大多和忠右衛門が初代村長に就任。
- 1897年（明治30年）4月1日 - 長柄郡、上埴生郡が統合されて長生郡となる。
- 1955年（昭和30年）2月11日 - 白潟町、南白亀村と合併し、白子町を新設。同日関村廃止。

## 名所・旧跡
- 白子神社